# Ostřice klasnatá
Ostřice klasnatá (Carex contigua, syn.: Carex spicata, Vignea spicata), je druh jednoděložné rostliny z čeledi šáchorovité (Cyperaceae). Někdy je udávána také pod jménem tuřice klasnatá. Druh je součástí taxonomicky složitého komplexu Carex muricata agg.

## Popis
Jedná se o rostlinu dosahující výšky nejčastěji 10-100 cm. Je vytrvalá a trsnatá se silným dřevnatým oddenkem. Vnitřní korová vrstva starších kořenů je fialově zbarvená, tím se liší od ostatních v ČR rostoucích druhů komplexu Carex muricata agg., které mají vnitřní stranu kůry kořenů šedou až světle růžovou. Listy jsou střídavé, přisedlé, s listovými pochvami. Lodyha je trojhranná, nahoře drsná, delší než listy. Čepele listů jsou asi 2-3 mm široké, ploché nebo uprostřed žlábkovité. Pochvy dolních listů jsou vláknitě rozpadavé, zpravidla červenavé až nafialovělé. Na bázi listové čepele je jazýček, který je delší než širší, kopinatý. Ostřice klasnatá patří mezi stejnoklasé ostřice, všechny klásky vypadají víceméně stejně a obsahují samčí a samičí květy. V dolní části klásku jsou samičí květy, v horní samčí. Klásky jsou uspořádány do cca 2,2-3,3 cm dlouhého lichoklasu (klasu klásků), který obsahuje cca 3-10 klásků. Na bázi klásků jsou listeny (plevy), které jsou stejně dlouhé nebo kratší ne klásek. Květenství je víceméně souvislé, dolní klásek není nijak významně oddálen. Okvětí chybí. V samčích květech jsou zpravidla 3 tyčinky. Čnělky jsou většinou 2. Plodem je mošnička, která je žlutohnědá a nazelenalá, vejčitě kopinatá, cca 4,5-5,5 mm dlouhá, na vrcholu zakončená dvouzubým zobánkem. V dolní třetině mošničky je houbovitý aerenchym, mošnička je v těchto místech nafouklejší a tato část je od zbytku oddělena rýhou. Tento znak nevykazuje žádný jiný druh z okruhu Carex muricata agg. rostoucí v ČR. Každá mošnička je podepřená plevou, která je vejčitá, často osinatá, za zralosti bledě červenohnědá se zeleným kýlem. Kvete nejčastěji v květnu. Počet chromozómů: 2n=56 nebo 58.

## Rozšíření
Ostřice klasnatá roste na většině území Evropy, kromě severní Skandinávie, zasahuje až do západní Asie, zavlečena do Severní Ameriky. Mapa rozšíření viz zde: .

## Rozšíření v Česku
V ČR se vyskytuje běžně od nížin do podhůří. Roste na loukách, ve světlých lesích, v lesních lemech, vyhovují ji i člověkem narušená místa.

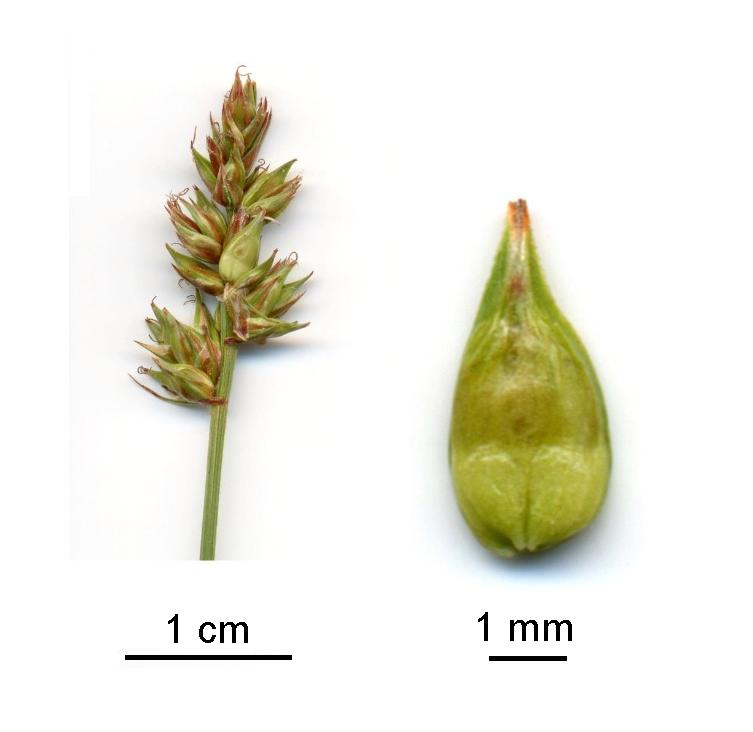
Ostřice klasnatá, vlevo plodenství, vpravo mošnička

## Příbuzné druhy
V ČR roste ještě několik dalších druhů z taxonomicky obtížné skupiny ostřice měkkoostenné (Carex muricata agg.): ostřice měkkoostenná (Carex muricata s. str.), ostřice Pairaova (Carex pairae), ostřice mnoholistá (Carex leersiana), ostřice Chabertova (Carex chabertii) a ostřice přetrhovaná (Carex divulsa).